# Cyamon argon
Cyamon argon är en svampdjursart som beskrevs av Dickinson 1945. Cyamon argon ingår i släktet Cyamon och familjen Raspailiidae. Inga underarter finns listade i Catalogue of Life.